# Маруан II ибн Мохамед
Маруан II (Маруан ибн Мохамед ибн Маруан; Маруан ал-Химар; Маруан Глухият) (688 – 750 г.) е последният, четиринадесети арабски халиф (744 – 750) от династията Омаяди, управлявал в Дамаск. Внук на халифа Марван I. Известен пълководец. Неговите двама сина, Убайдала и Абдала са назначени за губернатори и поддържат властта на баща си със сила. След бунта на Абасидите халифът е убит, а синовете бягат в Етиопия, където Убайдала загива в бой. Единственият оцелял от династията Омаяди е Абд ал-Рахман I, който успява да избяга, прекосява Африка в посока запад, пресича Гибралтарския пролив, консолидира отделните арабски владения и основава Кордобския емират (756). Така завършва започналото няколко десетилетия преди това арабско-ислямско завоюване на Иберийския полуостров.